# ZKW
ZKW ist ein österreichischer Hersteller von Lichtsystemen und Elektronikkomponenten für PKW, LKW und Motorräder. ZKW ist weltweiter Systemlieferant vor allem von Frontbeleuchtung für die Automobilindustrie. Das Unternehmen entwickelt und produziert Hauptscheinwerfer, Nebelscheinwerfer und Tagfahrlichter in Laser-, LED-, Xenon- und Halogen-Technologie, Zusatzleuchten und Elektronikteile.
Seit 2018 ist ZKW eine hundertprozentige Tochter von LG.

## Standorte
Die ZKW Konzernzentrale hat ihren Hauptsitz im Wieselburg in Niederösterreich. Der Konzern setzt sich aus der ZKW Holding GmbH und der ZKW Group GmbH zusammen. Der Konzern unterhält zwölf Standorte in Europa, Amerika und Asien. An allen Standorten gibt es auch eine Entwicklungsabteilung.
- ZKW Group GmbH in Wieselburg, Österreich: Zentrale, Forschung & Entwicklung
- ZKW Lichtsysteme GmbH in Wieselburg, Österreich: Produktion Hauptscheinwerfer, Forschung & Entwicklung
- ZKW Slovakia s.r.o. in Krušovce, Slowakei: Produktion Hauptscheinwerfer und Zusatzleuchten
- ZKW Lighting Systems (Dalian) Co., Ltd. in Dalian, China: Produktion Hauptscheinwerfer und Zusatzleuchten
- ZKW Sales & Engineering Hub Shanghai, China: Sales & Engineering
- ZKW Lighting Systems Korea Co., Ltd., Korea: Engineering
- ZKW México, S.A. de C.V. in Silao de la Victoria Mexiko: Produktion Hauptscheinwerfer und Zusatzleuchten
- ZKW Elektronik GmbH in Wiener Neustadt, Österreich: Forschung & Entwicklung, Produktion Elektronikmodule und Elektronikplatinen
- KES - kabelové a elektrické systémy, spol. s.r.o. in Vratimov, Tschechien: Produktion Kabelstränge und Elektrik
- ZKW Automotive Engineering CZ s.r.o. Olomouc, Tschechien: Engineering
- ZKW Lighting Systems USA, Inc. - in Troy (Michigan), USA: Vertrieb

Außerdem ist ZKW in Form eines Joint Ventures am Unternehmen Neolite ZKW Lightings Pvt., Ltd. mit Sitz in Neu-Delhi, Indien beteiligt.

## Geschichte
ZKW wurde 1938 von Karl Zizala in Wien als Erzeugungs- und Handlungsbetrieb für Auto-, Motorrad- und Fahrradteile gegründet. Aus den Initialen seines Namens in Verbindung mit dem W für die österreichische Hauptstadt Wien zu Zizala Karl Wien leitet sich der Markenname ZKW ab.
Karl Zizala manövrierte die junge Unternehmung ZKW durch den Zweiten Weltkrieg. 1950 übersiedelte ZKW trotz sowjetischer Besatzung in ein neu errichtetes Werk in die Wachau. 1954 wurde das Unternehmen durch ein Scheinwerferwerk in Wieselburg erweitert, in dem vor allem Komponenten für die Lohner- und Puch-Werke produziert wurden. In den 1950er Jahren wurden Fahrzeugteile aller Art hergestellt, wie Auspuffe, Räder oder Griffe für Mopeds. 1959 übernahm ZKW die Mehrheit an KTM. Einige Jahre lang wurden bei ZKW auch Mopeds von KTM gebaut, unter anderem das KTM Pony. Um 1960 übernahm ZKW  das Unternehmen Neuruhrer & Gruber, einen Großhändler für Fahrrad-, Motorrad- und Automobil-Material, Ersatzteilen und Tuning. Die Übernahmen von KTM und Neuruhrer & Gruber kurbelte das Geschäft an. Mitte der 1960er Jahre erwirtschaftete ZKW 40 % seines Umsatzes im Export. ZKW wuchs zu einem großen Industriebetrieb heran.
1973 erlag Karl Zizala einem Herzinfarkt. In der Folge hatte das Unternehmen mit wirtschaftlichen Schwierigkeiten zu kämpfen. Das bis dahin in Familienbesitz befindliche Unternehmen wurde 1982 durch die Familie Mommert übernommen. So konnte es vor dem Konkurs gerettet werden. 1983 ging das Geschäft für ZKW bergauf und das Unternehmen schrieb wieder schwarze Zahlen.
1986 ließ ZKW unter dem Namen CeWe-Lite eine blendfreie Zusatzscheinwerferkonstruktion mit verdoppelter Lichtausbeute und 80 Grad Weite schützen.
Von der Metallkomponenten-Produktion für verschiedenste Motorrad- und LKW-Hersteller entwickelte sich in den darauffolgenden Jahrzehnten die Spezialisierung auf innovative Premium-Lichtsysteme und Elektronik. Der erste PKW-Hauptscheinwerfer wurde 1989 serienmäßig produziert, 1995 folgte der erste LKW-Hauptscheinwerfer. Seit 1998 werden LKW- und seit 2003 PKW-Hauptscheinwerfer mit Xenontechnologie hergestellt. 2005 ging mit dem bend-lite®-Scheinwerfer das erste Kurvenlicht in Produktion.
2007 wurde ein Firmenstandort in Krušovce in der Slowakei errichtet. Im selben Jahr erhielt der Stammsitz in Wieselburg ein Management & Innovation Center (MIC), in dem 2019 rund 450 Mitarbeiter im Bereich der Forschung & Entwicklung arbeiteten. Ein Standort in Indien wurde 2008 gegründet. Im selben Jahr erweiterte ZKW seinen Standort in Wieselburg. 2010 folgte eine Unternehmensgründung in China und eine Werkserweiterung des Joint Ventures in Indien. Weiters wurde ein Entwicklungsnetzwerk über den gesamten ZKW-Konzern gebildet.

2011 kam ZKWs AFS-fähiger Voll-LED-Scheinwerfer auf den Markt. Dieser wurde später zum LED-Matrix-System weiterentwickelt. Im November 2011 erhielt ZKW den BMW Supplier Innovation Award für den Voll-LED-Hauptscheinwerfer der BMW 6-er-Reihen.

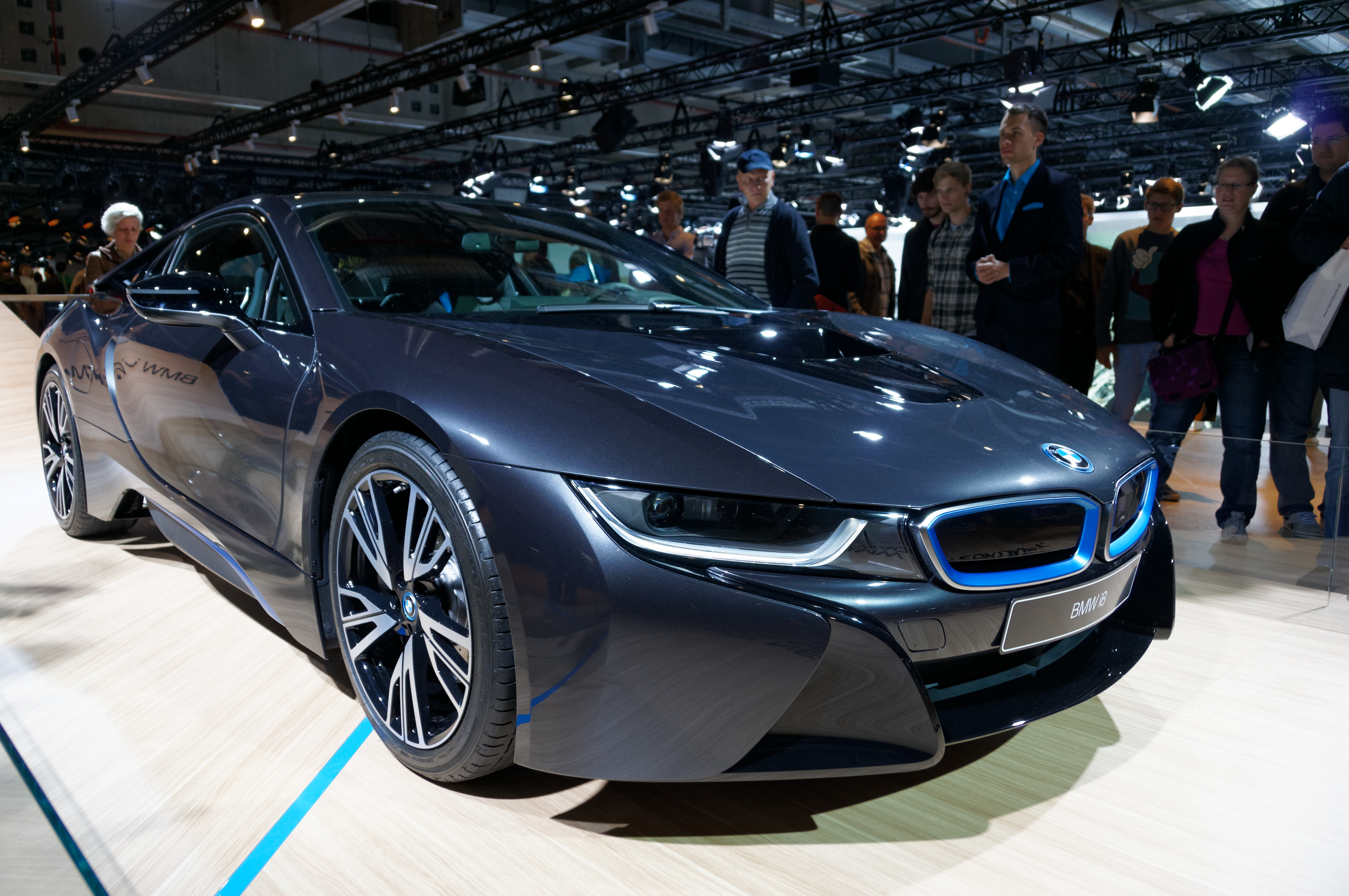
BMW i8 mit Laserlichtscheinwerfern von ZKW

2012 wurde ein neuer Elektronik-Standort in Wiener Neustadt errichtet. Dort wird seit dem 1. April 2013 LED-Technologie entwickelt und produziert. 2014 begann die Errichtung eines Werkes in Silao de la Victoria in Mexiko. Gleichzeitig wurde ein Entwicklungszentrum in Troy in den USA gegründet. Parallel zur technologischen Entwicklung, dem Bau eines Elektronikwerks in Österreich sowie zahlreichen Auszeichnungen wurde ZKW so zu einem globalen Unternehmen.
Im Jahr 2014 startete ZKW die Produktion des weltweit ersten Laserlichtscheinwerfers für den BMW i8. Der BMW i8 war damit das erste Serienfahrzeug, bei dem Laserlicht optional zum Einsatz kam. Seit 2015 produzierte ZKW den LED-Matrix-Frontscheinwerfer für den Opel Astra K.
Im April 2018 wurde ZKW für 1,1 Milliarden Euro zu 70 % von LG Electronics und zu 30 % von LG Corporation übernommen. Das endgültige Closing erfolgte im September 2018. ZKW sollte bis auf weiteres unter der eigenen Marke weiterproduzieren.